# ASRV Ascrum
De Amsterdamse Studenten Rugby Vereniging Ascrum, kortweg A.S.R.V. Ascrum of gewoon Ascrum genoemd, is een Nederlandse rugbyvereniging uit Amsterdam. De vereniging werd opgericht op 1 november 1962.
In eerste instantie zou de naam van de A.S.R.V. gewoon Scrum zijn. Maar de oprichters veranderden de naam in Ascrum om de banden met het A.S.C. te bevestigen. Toentertijd bestond Ascrum uit 20 mannen, allen lid bij het Amsterdams Studenten Corps. Tegenwoordig bestaat de vereniging uit vijf herenteams en zijn er een stuk minder leden van de moedervereniging, maar behoudt de vereniging haar decenniaoude tradities. Ascrum is uitgegroeid tot de grootste en meest toonaangevende studenten rugby vereniging van Nederland. Met vijf teams is Ascrum tevens de grootste senioren rugbyvereniging van Nederland.
Ascrum is rijk aan tradities. Zo vindt er jaarlijks een trip naar het buitenland plaats om daar tegen lokale clubs te spelen, participeert Ascrum elk jaar aan het Ameland Beachrugby toernooi en gaan talenten jaarlijks op een 5-weekse trainingsstage naar Zuid-Afrika bij Western Province (de jeugdopleiding van de superrugby club; de Stormers). Verder staan de leden van de A.S.R.V. bekend als Ascrummer of Ascrumice.
Tot slot is Ascrum als een van de weinige studenten rugby verenigingen van Nederland eigenaar van een eigen verenigingshuis, het IJzeren Huisch. Dit voorziet leden van een eigen plek van samenkomst waar na training en wedstrijden geborreld kan worden.

## Teams
Het eerste herenteam van Ascrum komt uit in de hoogste bondsklasse, de Ereklasse en speelt mee om de landstitel. Het Tweede, Het Derde en Het Vijfde komen respectievelijk uit in de eerste, derde en vierde klasse van rugbyend Nederland.  Het vierde team van Ascrum bestaat uit reünisten, de Amsterdam Academicals, vaak kortweg AA. Zij vertegenwoordigen Ascrum tevens in de derde klasse. Omdat Ascrum zowel in de hoogste als laagste klasse is vertegenwoordigd, kunnen alle leden speelminuten maken, ongeacht het niveau van het lid.
Tot slot is er een team voor studenten die nog niet bekend zijn met rugby, het "Jonghe Honden" team. Deze heren nemen het op tegen beginnelingen uit andere studentensteden. Tijdens een zes weekse clinic worden de basisbeginselen van rugby aangeleerd. Hierna nemen ze het op tegen andere startende studenten rugbyers uit verschillende steden uit Nederland. 

## Wapen

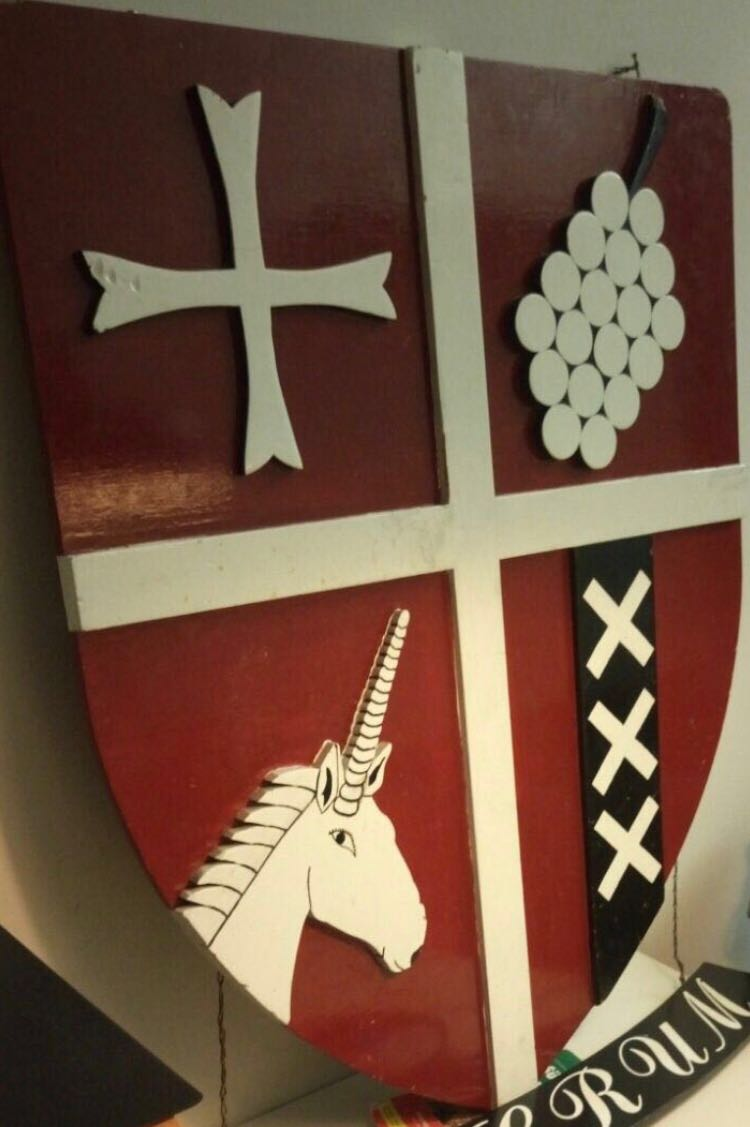
Het wapen in hout

Het wapen van Ascrum is een schild verdeeld in vier vlakken door middel van witte lijnen. De omlijning van het schild is wit en de vier vlakken zijn rood. In het vlak linksboven staat een zwart Maltezer kruis. Rechtsboven staat een witte tros druiven. Linksonder staat een witte Eenhoorn met rode manen. In het vlak rechtsonder staan in een zwarte baan de drie kruizen van het wapen van Amsterdam.
Voor de betekenis van ieder vlak, raadpleeg een Ascrummer.

## Tenue
De kleuren van Ascrum zijn rood, zwart en wit. Rood en wit voor de banden met het A.S.C. en Amsterdam, het zwart was gemakshalve gekozen doordat in de beginjaren bijna alle leden met zwarte hockeybroekjes speelden.
Het tenue van Ascrum verschilt: het "normale" wedstrijdtenue is een shirt met opeenvolgende, horizontale, rode, zwarte en witte strepen. De Amsterdam Academicals spelen in geblokte shirts in dezelfde kleuren. Onder beide shirts wordt een zwart broekje en gestreepte sokken in de verenigingskleuren gedragen. De eerstejaars leden spelen in een rode polo met lange mouwen en een witte kraag.
Verder wordt er elk jaar een nieuw tripshirt en sokken uitgebracht.

## Locatie
Ascrum heeft als een van de weinige studenten rugbyverenigingen een eigen sociëteit, genaamd het IJzeren Huisch. Het IJzeren Huisch is gelegen in sportpark de Eendracht bij het Nationaal Rugby Centrum Amsterdam.